# 小森田秋夫
小森田秋夫（こもりだ あきお、1946年9月 - ）は、日本の法学者。専門は比較法学、ロシア法・東欧法。なかでもポーランドを主たる研究対象とする。東京大学名誉教授、神奈川大学名誉教授。現在、ユーラシア研究所所長。学位は法学博士（東京大学）。比較法学会、日本法社会学会などに所属。

## 来歴
東京都生まれ。1970年3月、東京大学法学部第3類（政治コース）卒業。1972年3月、東京大学大学院法学政治学研究科修士課程修了、1976年3月、東京大学大学院法学政治学研究科博士課程修了、法学博士。1976年4月、立教大学法学部助手。1978年4月、北海道大学法学部助教授となり、1984年4月から同教授。
1988年4月、東京大学社会科学研究所助教授となり、1993年4月から同教授。また2005年4月から2009年3月、同所長を務めた。2010年3月、東京大学を定年退職し、4月から東京大学名誉教授。
20104月、神奈川大学法学部教授となる（～2017年3月）。2012年4月から2016年3月、神奈川大学法学研究所所長。2017年3月に神奈川大学を定年退職し、4月から同名誉教授。および神奈川大学特別招聘教授（～2022年3月）。
2006年3月から日本学術会議連携会員（2011年9月まで）。2011年10月から日本学術会議第一部会員（2016年9月まで）。2014年10月、日本学術会議第一部長 （2016年9月まで）。2015年1月、日本学術振興会評議員（2016年11月まで）。2016年9月、日本学術会議連携会員となる。
1980年10月～81年9月、日本学術振興会特定国派遣研究者（ソ連、ポーランド、ハンガリー、ユーゴスラヴィア）。1994年9月～95年8月、日本学術振興会特定国派遣研究者(ポーランド、ハンガリー、チェコ、ベルギー、ロシア)。

## 研究領域
比較法、とくにポーランド法・ロシア法が専門。

## 主要業績

### 単著
- 『〈日本学術会議問題〉とは何か』』花伝社、2024年。ISBN　978-4-7634-2127-2
- 『日本学術会議会員の任命拒否：何が問題か』花伝社、2021年。ISBN　978-4-7634-0958-4

- 『法廷から見た人と社会：ロシア・ポーランド・韓国・ベトナム』日本評論社、2021年　ISBN　978-4-535-52569-6
- 『体制転換と法：ポーランドの道の検証』有信堂高文社、2008年。ISBN　978-4-8420-0537-9
- 『ロシアの陪審裁判』東洋書店〈ユーラシア・ブックレット〉、2003年。ISBN　978-4-88595-463-4
- 『ソビエト裁判紀行』ナウカ、1992年。ISBN　978-4-88846-030-9
- 『ソ連史をふりかえる』実教出版、1992年[3][4]。

### 編著
- 『君たちに伝えたい神奈川の裁判』御茶の水書房〈神奈川大学入門テキストシリーズ〉、2015年。ISBN 978-4-275-02006-2
- 『現代ロシア法』東京大学出版会、2003年。ISBN　978-4-13-032329-1
- 『市場経済化の法社会学』有信堂高文社、2001年。ISBN　978-4-8420-0535-5

### 共編著
- （和田春樹・近藤邦康）『〈社会主義〉それぞれの苦悩と模索』日本評論社、1992年。ISBN 978-4-535-58040-4

### 共編
- （畑博行）『世界の憲法集（第五版）』有信堂高文社、2018年。ISBN　978-4-8420-1083-0
- （羽場久美子・田中素香）『ヨーロッパの東方拡大』岩波書店、2006年。ISBN　978-4-00-025453-3
- （渡辺洋三・甲斐道太郎・広渡清吾）『日本社会と法』岩波書店〈岩波新書〉、1994年。ISBN 978-4-00-430335-0
- （広渡清吾・平石直昭・大沢真理）『フェミニズムって何だろう：あるゼミナールの記録』日本評論社、1990年[5]。ISBN 978-4-535-57878-4

### 分担執筆
- （仲村優一・一番ヶ瀬康子編集代表）『世界の社会福祉②ロシア・ポーランド』（稲子恒夫・武井寛と共著）旬報社、1998年。ISBN 4-8451-0542-X